# リンフォード・クリスティ
リンフォード・クリスティ（Linford Christie OBE, 1960年4月2日 - ）は、イギリスの陸上競技選手。ジャマイカ出身で7歳のときにイギリスに移民してきた。1992年バルセロナオリンピックにおける100m金メダリスト。
クリスティはオリンピック、世界選手権、コモンウェルスゲームズ、ヨーロッパ陸上競技選手権大会の4大会すべてで金メダルを1993年に獲得した初めての選手であり、イギリスの陸上短距離選手として最高の成績を残した選手である。

## 実績
1988年ソウルオリンピック100mではベン・ジョンソン、カール・ルイスの対決に注目が集まっていたが、クリスティはこの2人についで3位でゴールした（ジョンソンの失格により銀メダル）。400mリレーでも銀メダルを獲得している。
1992年バルセロナオリンピック100mでは金メダルを獲得。
1995年に200mの室内世界最高記録(20秒25)を達成する。この記録は、翌年ナミビアのフランク・フレデリクスに破られた（19秒92）。
1996年アトランタオリンピック100mでは決勝に進出するも、2回のフライングで失格となった。
| 年度 | 大会                         | 種目         | 場所                             | 結果 |
| ---- | ---------------------------- | ------------ | -------------------------------- | ---- |
| 1986 | ヨーロッパ陸上競技選手権大会 | 100m         | シュトゥットガルト（ドイツ）     | 金   |
| 1988 | オリンピック                 | 100m         | ソウル（韓国）                   | 銀   |
| 1988 | オリンピック                 | 4×100mリレー | ソウル（韓国）                   | 銀   |
| 1990 | コモンウェルスゲームズ       | 100m         | オークランド（ニュージーランド） | 金   |
| 1990 | コモンウェルスゲームズ       | 4×100mリレー | オークランド（ニュージーランド） | 金   |
| 1990 | ヨーロッパ陸上競技選手権大会 | 100m         | スプリト（ユーゴスラビア）       | 金   |
| 1990 | ヨーロッパ陸上競技選手権大会 | 200m         | スプリト（ユーゴスラビア）       | 銅   |
| 1992 | オリンピック                 | 100m         | バルセロナ（スペイン）           | 金   |
| 1993 | 世界陸上競技選手権大会       | 100m         | シュトゥットガルト（ドイツ）     | 金   |
| 1994 | ヨーロッパ陸上競技選手権大会 | 100m         | ヘルシンキ（フィンランド）       | 金   |
| 1994 | コモンウェルスゲームズ       | 100m         | ビクトリア（カナダ）             | 金   |
| 1996 | オリンピック                 | 100m         | アトランタ（アメリカ合衆国）     | -    |

## 自己ベスト
- 60m - 6秒47 （1995年2月19日）
- 100m - 9秒87 （1993年8月15日）
- 150m - 14秒97 （1994年9月4日）
- 200m - 20秒09 （1988年9月28日）

## ビーオブザバン
- マンチェスターにある彫刻物「ビーオブザバン」は、クリスティの「I'll be gone by the B of the Bang.」という言葉に由来する。